# U-54号潜艇 (1916年)
陛下之54号潜艇是德意志帝国海军建造的一艘潜艇或称U艇。它由基尔的日耳曼尼亚船厂承建，于1916年2月22日下水，至同年5月25日交付使用。U-54号是在第一次世界大战期间服役的329艘德国潜艇之一，曾参加过大西洋潜艇战。在其十二次巡逻中，共击沉协约国或中立国的26艘商船（66713总吨）和1艘军舰（1290吨）。战后，U-54号于1918年11月24日被引渡至意大利正式投降，并于1919年在塔兰托拆解报废。

## 设计
作为战时动员型潜艇的组成部分，U-51至U-56号批次的技术参数与早前但泽帝国船厂生产的U-43至U-50号大致相同，但在推进力和航速上有所提高。U-54号的全长为65.2米；舷宽6.44米，当中的耐压壳体宽为4.05米；有3.64米的吃水深度。艇只的水上排水量为715吨，水下为902吨。
艇只搭载有可在水上使用的两台猛狮六缸四冲程柴油发动机，总功率为2,400匹公制馬力（1,765千瓦特）；以及可在水下使用的西门子-舒克特双电动发电机，总功率为1,200匹公制馬力（883千瓦特）。这些发动机用以驱动双轴、每根轴各一个的直径1.6米长螺旋桨，从而使艇只在水上的最高速度达17.1節（31.7每小時），在水下的最高航速为每小时9.1節（16.9每小時）。U-54号可以8節（15每小時）的速度在水上巡航9,400海里（17,400），或以5節（9.3每小時）的速度在水下巡航55海里（102）。它的潜航深度为50米。
U-54号装备了四具直径为500毫米的鱼雷发射管，其中艏、艉各两具，并可携带合共7枚G6型鱼雷。辅助武器为两门88毫米30倍径速射炮，其中一门于1916年至1917年间被替换为105毫米45倍径速射炮。其标准船员编制为4名军官和32名水兵。

## 历史
U-54号是由德意志帝国海军于1914年8月23日向基尔的日耳曼尼亚船厂订购。它自1915年3月18日开始铺设龙骨，1916年2月22日下水，至同年5月25日在首任艇长、海军上尉福尔克哈德·弗赖赫尔·冯·博特默的指挥下正式正式入役，并被编入驻黑尔戈兰岛的第二潜艇区舰队。在他之后，库尔特·黑泽勒和赫尔穆特·冯·鲁克特舍尔也曾相继担任U-54号艇长。
第一次世界大战期间，U-54号曾跟随第二区舰队在北海和北大西洋东部进行过十二次巡逻，共击沉26艘协约国或中立国商船，容积总吨为66713总吨。此外，它还曾于1918年7月16日在爱尔兰北部击沉了排水量为1290吨的英国单桅战船牛舌草号。这艘已被改作反潜作战的军舰因被鱼雷击中和随后引爆的深水炸弹而沉没，共造成78名船员阵亡。
1917年9月5日，U-54号在泰尔斯海灵岛以北不慎擦碰到了一枚水雷的锚链，所幸并未引爆。然而，航行在其后方的U-88号却不幸触雷沉没。U-54号在一战中幸存了下来，没有被击沉。战后，根据对德停战协议的要求，该艇于1918年11月24日移交意大利正式向协约国投降，并最终于1919年5月在塔兰托拆解报废。

## 袭击历史摘要
| 日期          | 船名              | 船籍         | 吨位 | 结局 |
| ------------- | ----------------- | ------------ | ---- | ---- |
| 1917年2月3日  | 塔玛拉号          | 挪威         | 453  | 击沉 |
| 1917年2月4日  | 佛罗里达人号      | 英国         | 4777 | 击沉 |
| 1917年2月4日  | 棕榈叶号          | 英国         | 5489 | 击沉 |
| 1917年2月5日  | 安斯代尔号        | 英国         | 1825 | 击伤 |
| 1917年2月5日  | 蔚蓝号            | 英国         | 3074 | 击沉 |
| 1917年2月7日  | 华莱士号          | 英国         | 3930 | 击伤 |
| 1917年2月7日  | 萨克森人号        | 英国         | 4855 | 击沉 |
| 1917年3月15日 | 欧仁·佩尔热利纳号 | 法國         | 2203 | 击沉 |
| 1917年4月1日  | 佩尔松公使号      | 挪威         | 1835 | 击沉 |
| 1917年4月1日  | 菲耶兰号          | 挪威         | 387  | 击沉 |
| 1917年4月2日  | 哈维利斯特号      | 挪威         | 532  | 击沉 |
| 1917年6月3日  | 圣罗伦索号        | 英国         | 9607 | 击伤 |
| 1917年6月7日  | 乔纳森·霍尔特号   | 英国         | 1523 | 击沉 |
| 1917年6月13日 | 大流士号          | 英国         | 3426 | 击沉 |
| 1917年7月23日 | 阿什莉号          | 英国         | 6985 | 击沉 |
| 1917年7月23日 | 韦尔瓦号          | 英国         | 4867 | 击沉 |
| 1917年7月25日 | 拉斯廷顿号        | 英国         | 3071 | 击沉 |
| 1917年7月26日 | 萨默塞特号        | 英国         | 7163 | 击沉 |
| 1917年7月31日 | 阿尔喀德斯号      | 挪威         | 2704 | 击沉 |
| 1917年9月16日 | 南芥号            | 英国         | 3928 | 击沉 |
| 1917年9月17日 | 尼曼号            | 法國         | 1888 | 击沉 |
| 1917年9月19日 | 玛尔特·玛格丽特号 | 法國         | 588  | 击沉 |
| 1917年9月24日 | 路易斯·博塞特号   | 挪威         | 605  | 击沉 |
| 1917年9月25日 | 马尔索号          | 法國         | 292  | 击沉 |
| 1918年4月30日 | 星山号            | 英國皇家海軍 | 2485 | 击伤 |
| 1918年5月8日  | 杜克斯号          | 英国         | 1349 | 击沉 |
| 1918年5月8日  | 达格玛公主号      | 英国         | 913  | 击沉 |
| 1918年5月10日 | 威利塞克号        | 英国         | 2501 | 击沉 |
| 1918年7月16日 | 牛舌草号          | 英國皇家海軍 | 1290 | 击沉 |
| 1918年9月27日 | 前进号            | 法國         | 86   | 击沉 |
| 1918年9月29日 | 利布尔讷号        | 英国         | 1219 | 击沉 |

## 脚注
1. ↑  Helgason, Guðmundur. . German and Austrian U-boats of World War I - Kaiserliche Marine - Uboat.net.   [5 January 2015].
2. ↑  Gröner，第8–10頁.
3. 1 2  Helgason, Guðmundur. . German and Austrian U-boats of World War I - Kaiserliche Marine - Uboat.net.   [5 January 2015].
4. 1 2  Helgason, Guðmundur. . German and Austrian U-boats of World War I - Kaiserliche Marine - Uboat.net.   [5 January 2015].
5. 1 2  Helgason, Guðmundur. . German and Austrian U-boats of World War I - Kaiserliche Marine - Uboat.net.   [5 January 2015].
6. 1 2 3  陈进，第71頁.
7. ↑  Herzog，第48頁.
8. ↑  Herzog，第68頁.
9. ↑  Kemp，第34頁.
10. ↑  Herzog，第90頁.
11. ↑  Helgason, Guðmundur. . German and Austrian U-boats of World War I - Kaiserliche Marine - Uboat.net.   [5 January 2015].